# 283990 Randallrosenfeld
283990 Randallrosenfeld este o planetă minoră (asteroid) din centura de asteroizi. A fost descoperită pe 16 septembrie 2004 la Jarnac Observatory⁠(d) de Tom Glinos⁠(d). 
Obiectul prezintă o orbită caracterizată de o semiaxă mare de 2,3605480841775 UAi, o excentricitate de 0,21, o înclinație de 2,4 ° în raport cu ecliptica.